# Conrad Martínez
Conrad Martínez Viladecans (Granollers, 6 de enero de 2005) es un baloncestista español que pertenece a la plantilla de los Arizona Wildcats de la NCAA. Con 1,82 metros de estatura, juega en la posición de base. 

## Trayectoria deportiva
Es un jugador formado en las categorías inferiores de la Escuela Pia de Granollers hasta edad pre-mini, cuando ingresó en la cantera del  Club Joventut Badalona y sería internacional en todas las categorías inferiores. 
En las temporadas 2020-21 y 2021-22, jugaría el filial del club verdinegro de Liga EBA.
En la temporada 2022-23, alternaría participaciones en el filial de Liga EBA y en el CB Prat de Liga LEB Plata, club vinculado a la "Penya". Sus números en Liga EBA serían de 18,6 puntos, 3,2 asistencias, 2,8 rebotes, 1,5 recuperaciones y 6,9 faltas recibidas, para una valoración media de 19,1 puntos. En las filas del CB Prat disputa 12 partidos, logrando unos promedios de 3,6 puntos y 2,1 asistencias en 14:50 minutos de media.
El 6 de mayo de 2023, se proclamaría campeón de España Junior al vencer en la final al Real Madrid y siendo MVP de la final.
El 26 de mayo de 2023, se conoce que Conrad ingresa en la Universidad de Arizona en Tucson, Arizona, para disputar la NCAA con los Arizona Wildcats.

## Selección nacional
En julio de 2022, disputó el Campeonato Mundial de Baloncesto Sub-17 de 2022 en el que España perdió la final frente a la selección de Estados Unidos, logrando la medalla de plata y promediando 9,1 puntos y 3,9 asistencias y siendo decisivo en los partidos contra Australia y Francia.
El 30 de julio de 2023 consiguió la plata en el Europeo Sub-18 celebrado en la ciudad de Niš (Serbia), perdiendo la final ante el equipo serbio.